# Schweizerische Vereinigung für Militärgeschichte und Militärwissenschaft
Die Schweizerische Vereinigung für Militärgeschichte und Militärwissenschaft (SVMM), französisch L'Association suisse d'histoire et de sciences militaires (ASHSM), ist eine schweizerische Institution zur wissenschaftlichen Erforschung der Militärgeschichte. Derzeitiger Präsident ist der ehemalige Korpskommandant Dominique Andrey.

## Geschichte und Organisation
Die Schweizerische Vereinigung für Militärgeschichte und Militärwissenschaft (SVMM) wurde 1973 als privatrechtlicher Verein gegründet, nachdem die Schweiz auf einem internationalen Historikerkongress 1972 in Moskau eine der wenigen Nationen ohne entsprechende Organisation war.
Sie hat derzeit über 250 Mitglieder und richtet sich an Geschichtsinteressierte, Militärs und Historiker. Diese können an jährlichen internationalen Kongressen, die in englischer und französischer sowie gelegentlich in deutscher Sprache abgehalten werden, und Exkursionen teilnehmen.
Sitz ist die Militärakademie (MILAK) in Birmensdorf. Enge finanzielle und organisatorische Beziehungen bestehen darüber hinaus zur Bibliothek am Guisanplatz und zum Eidgenössischen Departement für Verteidigung, Bevölkerungsschutz und Sport.
Die SVMM ist Kollektivmitglied der Schweizerischen Gesellschaft für Geschichte (SGG). Der Vorstand nimmt gleichzeitig die Funktion einer Schweizerischen Kommission für Militärgeschichte wahr. Mit den Kommissionen in Deutschland, Österreich, Frankreich, Portugal und den USA besteht ein reger Austausch. Sie ist zudem seit einigen Jahren Mitglied der Internationalen Kommission für Militärgeschichte (ICMH).
Die bisherigen Präsidenten der SVMM waren die Offiziere (chronologisch): Alfred Ernst, Paul Gygli, Fritz Wille, Louis-Edouard Roulet, Adrien Tschumy und Dominique Juilland.

## Förderpreis
Seit 1987 vergibt der Verein zweijährlich eine Auszeichnung für Nachwuchswissenschaftler. Der Preis wird an Arbeiten (Dissertationen, Lizentiats- und Masterarbeiten) aus dem Bereich der Schweizerischen Militärgeschichte und Allgemeinen Geschichte vergeben. Bisher wurden mehr als zehn Preisträger ausgezeichnet.

## Veröffentlichungen
Der Verein publiziert auch regelmässig Schriften (u. a. Travaux & recherches und Schriften der Schweizerischen Vereinigung für Militärgeschichte und Militärwissenschaft) wie Tagungsbände und Monografien. Die Reihe ARES erscheint bei hier + jetzt, Verlag für Kultur und Geschichte. Nachfolgend einige Veröffentlichungen:
- Krieg und Gebirge. Der Einfluss der Alpen und des Juras auf die Strategie im Laufe der Jahrhunderte. Edition Attinger, Hauterive 1988, ISBN 2-88256-028-1.
- Louis-Edouard Roulet (Hrsg.): Die Kriegsmobilmachung der schweizerischen Armee und der Aktivdienst 1939–1945. SVMM, Bern 1990.
- 1945–1995. Vom Ende des Zweiten Weltkrieges zur neuen Weltordnung. Entscheidungen, politische und militärische Wirkungsgeschichte. Vorwort von Kaspar Villiger, SVMM, Bern 1995, ISBN 2-9700034-2-2.
- 1648 – 1798–1848 – 1998. 350 Jahre bewaffnete Neutralität der Schweiz. Permanente Neutralität und Milizsystem im Wandel. SVMM, Bern 1999, ISBN 2-9700034-4-9.
- Hervé de Weck, Anselm Zurfluh (Hrsg.): Suworow in der Schweiz. Thesis-Verlag, Zürich 2001, ISBN 3-908544-36-X.
- Hervé de Weck (Hrsg.): Krieg und Frieden in Europa. SVMM, Bern 2004, ISBN 2-9700034-6-5.
- Hervé de Weck (Hrsg.): La Suisse, die Schweiz 1945–1990. SVMM, Bern 2005, ISBN 2-9700034-9.
- Peter Braun, Hervé de Weck (Hrsg.): Die Planung der Abwehr in der Armee 61. Tagungsband der Kolloquiums der Schweizerischen Vereinigung für Militärgeschichte und Militärwissenschaft (SVMM) und des Centre d'Histoire et de Prospective Militaires (CHPM) vom 17. Oktober 2008. SVMM, Bern 2009, ISBN 2-9700034-10-1.
- Rudolf Jaun, David Rieder (Hrsg.): Schweizer Rüstung. Politik, Beschaffungen und Industrie im 20. Jahrhundert. Hier + Jetzt, Verlag für Kultur und Geschichte, Baden 2013, ISBN 978-3-03919-279-3.